# Nadmorski bór bażynowy w Mrzeżynie
Nadmorski bór bażynowy w Mrzeżynie – rezerwat przyrody o powierzchni 8,92 ha, w woj. zachodniopomorskim, w powiecie gryfickim, w gminie Trzebiatów, w miejscowości Mrzeżyno, na Wybrzeżu Trzebiatowskim.
Celem ochrony przyrody w rezerwacie jest zachowanie w pełni wykształconego zbiorowiska leśnego boru bażynowego na typowym siedlisku wydm nadmorskich oraz ochrona bogatych stanowisk gatunków charakterystycznych dla tego zespołu roślinnego, a także ochrona 124-letniego (w momencie powoływania) drzewostanu sosnowego wykształconego w karłowatej postaci, charakterystycznej dla tego siedliska.
Ze względu na dominujący przedmiot ochrony określono podtyp rezerwatu na zbiorowisk leśnych, a ze względu na główny typ ekosystemu na podtyp borów nizinnych.
Obszar rezerwatu jest objęty ochroną czynną.

## Położenie
Rezerwat znajduje się ok. 0,5 km na zachód od osiedla mieszkaniowego w zachodniej części Mrzeżyna oraz ok. 0,2 km na północ od leśniczówki w Mrzeżynie. Obejmuje część działki 376/3 w obrębie ewidencyjnym Mrzeżyno-2, oddział leśny 2A (h,i). Właścicielem rezerwatu jest Skarb Państwa, a zarządcą Nadleśnictwo Gryfice.
Nadzór nad rezerwatem sprawuje Regionalny Dyrektor Ochrony Środowiska w Szczecinie. Rezerwat należy do Trzebiatowsko-Kołobrzeskiego Pasa Nadmorskiego, będącego specjalnym obszarem ochrony siedlisk oraz do obszaru specjalnej ochrony ptaków „Wybrzeże Trzebiatowskie”.

## Zbiorowisko leśne
Obszar rezerwatu stanowi jeden z najlepiej zachowanych na polskim wybrzeżu fragmentów boru bażynowego (Empetro nigri–Pinetum) z bogatym zestawem gatunków roślin charakterystycznych dla tego zbiorowiska leśnego. Drzewostan sosnowy, w typowej skarłowaciałej postaci, charakterystycznej dla tego zespołu roślinnego, pochodzi z 1886 roku. W drzewostanie, oprócz sosny zwyczajnej (Pinus sylvestris), niewielki udział ma również kosodrzewina (Pinus mugo) różniąca się od odmiany górskiej nie płożącą, lecz bardziej wysmukłą sylwetką.

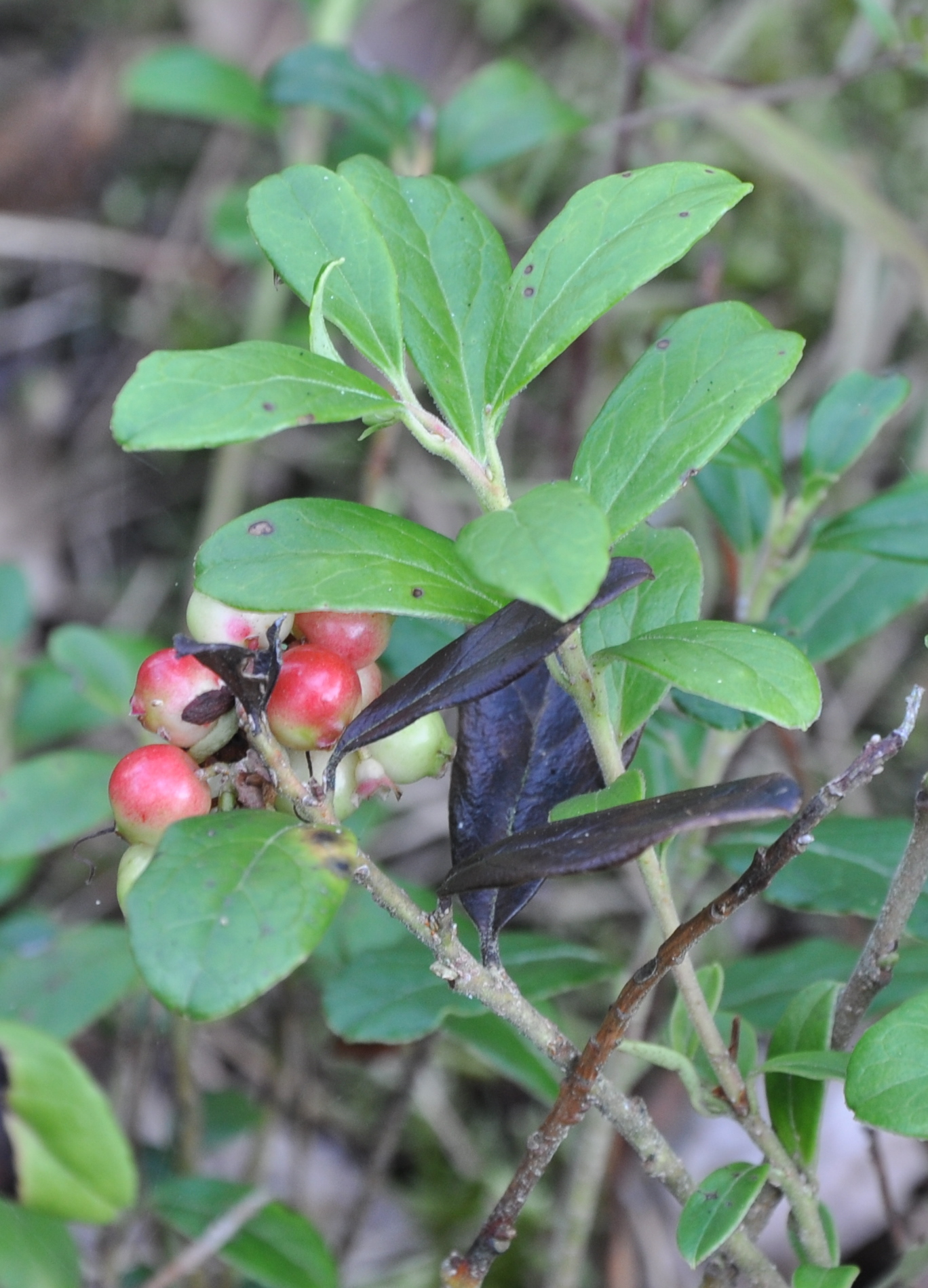
Borówka brusznica w rezerwacie

Bardzo bogatą warstwę krzewów i krzewinek tworzy cały zestaw gatunków roślin z rodziny wrzosowatych. Masowo występują: bagno zwyczajne (Ledum palustre), bażyna czarna (Empetrum nigrum), borówka czarna (Vaccinium myrtillus). Nieco mniejszy udział mają: borówka bagienna (Vaccinium uliginosum), borówka brusznica (Vaccinium vitis-idea), wrzos zwyczajny (Calluna vulgaris). Warstwa zielna boru jest słabiej wykształcona, ze względu na silnie rozbudowaną warstwę krzewów. Natomiast warstwa mszysta jest bardzo dobrze wykształcona i tworzą ją głównie rokietnik pospolity (Pleurozium schreberi), brodawkowiec czysty (Pseudoscleropodium purum), bielistka siwa (Leucobryum glaucum), torfowcowate Sphagnum sp. i inne. Poduchy torfowców Sphagnum sp. wykształciły się przede wszystkim w rowach odwadniających, przecinających opisywany fragment nadmorskiego boru. Rowy te są płytkie i obecnie bardzo mocno zarośnięte krzewami bagna i innymi krzewinkami, więc ich rola odwadniająca nie stanowi zagrożenia dla siedliska.

## Gatunki chronione

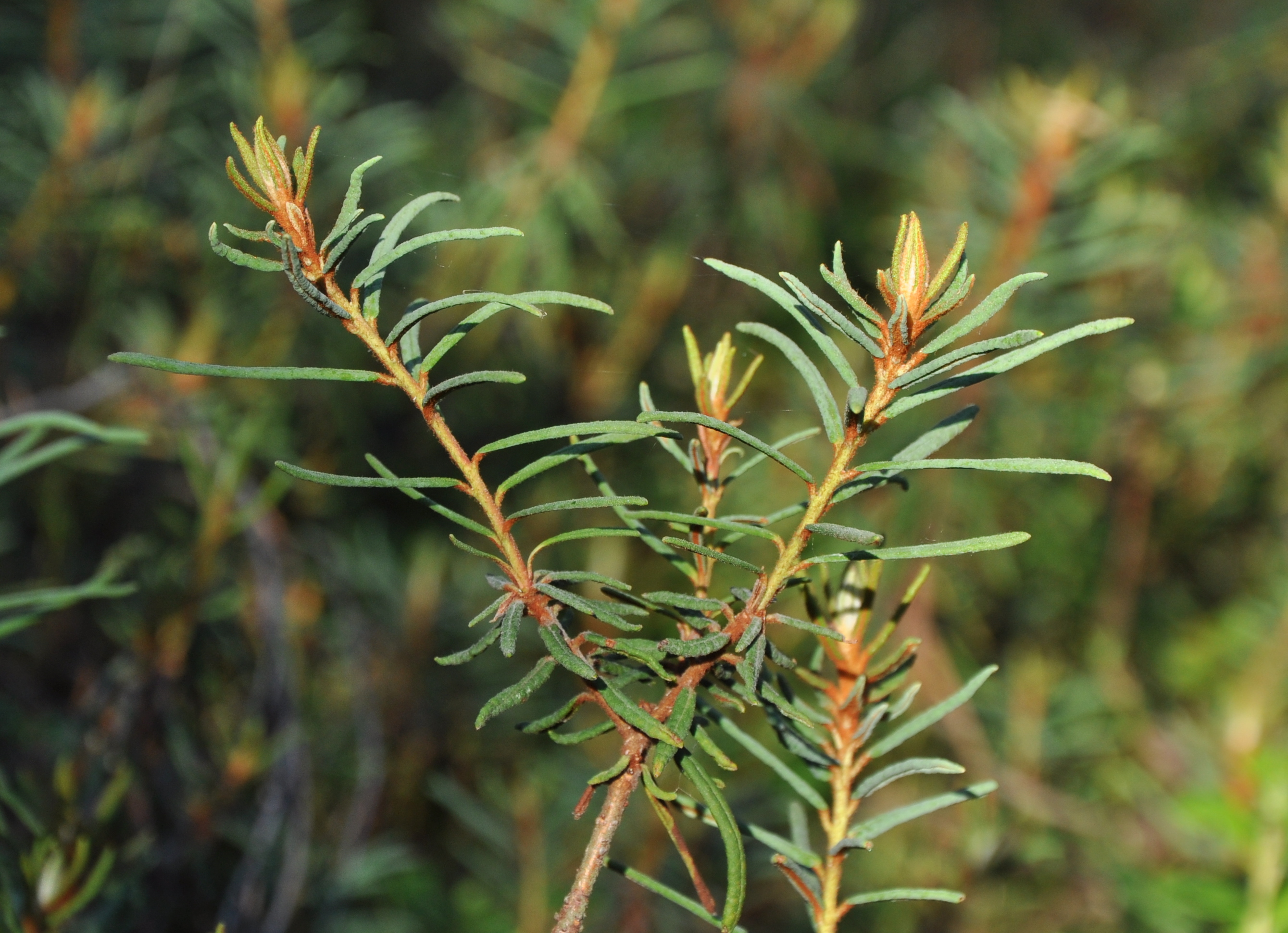
Bagno zwyczajne w rezerwacie

Na obszarze rezerwatu stwierdzono występowanie łącznie 15 gatunków roślin rzadkich, zagrożonych i chronionych na terenie Pomorza Zachodniego, Polski i Europy. Wśród nich jest 14 gatunków roślin i grzybów prawnie chronionych, w tym 5 objętych ochroną ścisłą: bagno zwyczajne (Ledum palustre) i kosodrzewina (Pinus mugo), torfowiec błotny (Sphagnum palustre), torfowiec frędzlowany (Sphagnum fimbriatum), torfowiec ostrolistny (Sphagnum capillifolium) oraz 9 objętych ochroną częściową: chrobotek reniferowy (Cladonia rangiferina), turzyca piaskowa (Carex arenaria), piórosz pierzasty (Ptilium crista-castrensis), brodawkowiec czysty (Pseudoscleropodium purum), płonnik pospolity (Polytrichum commune), rokietnik pospolity (Pleurozium schreberi), bielistka siwa (Leucobryum glaucum), widłoząb miotlasty (Dicranum polysetum) i próchniczek bagienny (Aulacomnium palustre). W obiekcie występuje także rzadka na terenie Pomorza Zachodniego oraz zagrożona w Polsce – bażyna czarna (Empetrum nigrum).